# Осипов, Геннадий Семёнович
Геннадий Семёнович Осипов (13 октября 1948 года, Махачкала — 7 июля 2020 года, Израиль) — учёный в области информационных технологий, доктор физико-математических наук, профессор МФТИ и МГТУ, президент Российской ассоциации искусственного интеллекта.

## Биография
Родился 13.10.1948 в Махачкале, отец Семён (Симха) Шамаевич Осипов (1919—?) — инженер, участник Великой Отечественной войны, мать Ася Нехамиевна Мусаханова (1921—2020) — преподаватель русского языка в Дагестанском педагогическом институте. Племянник скульптора Т. Н. Мусахановой.
Окончил физфак Ростовского государственного университета (1972).
Послужной список:
- 1974—1979 программист Промышленного вычислительного центра, Махачкала,
- 1979—1982 аспирант Вычислительного центра АН СССР,
- 1982—1984 старший преподаватель кафедры вычислительной математики Дагестанского государственного университета,
- 1984—2004 зав. Лабораторией Института программных систем АН СССР (РАН), Переславль-Залесский,
- с 2004 зам. директора по научной работе, зав. лабораторией динамических интеллектуальных систем Института системного анализа РАН.

В 1994 г. защитил докторскую диссертацию:
- Теория и технология построения баз знаний на основе взаимодействия методов приобретения знаний : диссертация … доктора физико-математических наук : 05.13.17. — Переславль-Залесский, 1993. — 201 с.

В 1998 г. утверждён в звании профессора.
Научные достижения:
- разработал теорию неоднородных семантических систем;
- предложил методы получения знаний интеллектуальными системами;
- под его руководством впервые в СССР разработаны инструментальные средства для построения экспертных систем;
- развил теорию динамических интеллектуальных систем;
- Разработал теоретические основы полной технологии построения интеллектуальных систем (SIMER+MIR) и технологии построения динамических интеллектуальных систем (MIRACLE).

## Научно-организационная деятельность
С 1996 г. в течение 24 лет был президентом Российской ассоциации искусственного интеллекта (РАИИ) (сменил в этой должности своего учителя Д. А. Поспелова).
Благодаря усилиям Г. С. Осипова, издававшийся с 1991 г. на средства общественной организации РАИИ научный журнал «Новости искусственного интеллекта» был преобразован в 2008 году в академический журнал «Искусственный интеллект и принятие решений», сегодня индексируемый в базе данных RSCI, интегрированной с Web of Science,
включён в РИНЦ и в список ВАК.

## Преподавание
Профессор, зам. зав. кафедрой системных исследований и кафедры «Теоретические и прикладные проблемы инноваций» МФТИ. Читал курсы лекций в Московском государственном техническом университете им. Н. Э. Баумана (кафедра математического моделирования) и в Российском университете дружбы народов.
Автор (соавтор) более 100 опубликованных работ, из них 6 монографий.
Умер 7 июля 2020 года после тяжёлой и продолжительной болезни в Израиле, куда уехал на лечение.

## Семья
- Сын — Эльдар Осипов, психолог, раввин.
- Двоюродный брат — писатель Валерий Мусаханов (настоящее имя Лерри Яковлевич Осипов, 1932—2012).

## Публикации
- Лекции по искусственному интеллекту / Г. С. Осипов; Российская акад. наук, Ин-т системного анализа. — Изд. 2-е, испр. и доп. — Москва : Либроком, 2012. — 267 с. : ил., табл.; 22 см. — (Науки об искусственном).; ISBN 978-5-397-03599-6
- Основы теории медицинских технологических процессов / Г. Н. (опечатка, д.б. Г. И.) Назаренко, Г. С. Осипов. — М. : Физматлит, 2005 г. — 22 см; ISBN 5-9221-0556-6
- Методы искусственного интеллекта / Г. С. Осипов. — Москва : Физматлит, 2011. — 295 с. : ил., табл.; 22 см; ISBN 978-5-9221-1323-6
- Приобретение знаний интеллектуальными системами : Основы теории и технологии / Г. С. Осипов. — М. : Наука. Изд. фирма «Физ.-мат. лит.», 1997. — 109,[3] с. : ил.; 22 см. — (Проблемы искусственного интеллекта). ISBN 5-02-015163-7
- Методы искусственного интеллекта / Г. С. Осипов. — Москва : Физматлит, 2011. — 295 с. : ил., табл.; 22 см; ISBN 978-5-9221-1323-6
- Знаковая картина мира субъекта поведения : [монография] / Г. С. Осипов, Н. В. Чудова, А. И. Панов, Ю. М. Кузнецова. — Москва : Физматлит, 2018. — 263 с. : ил., цв. ил.; 23 см; ISBN 978-5-9221-1781-4 : 300 экз.
- На английском:
  - Expert system tools for badly structured fields / Artificial Intelligence and Information-Control Systems of Robots-87. I.Plander (editor). Elsevier Science Publishers B.V. (North-Holland), 1987.
  - The Method of direct Knowledge Acquisition from Human Experts. Proceedings of the 5th Banff Knowledge Acquisition for Knowledge-Based Systems Workshop, Banff, Canada, November, 1990.
  - Formulation of Subject Domain Models: Part 1. Heterogeneous Semantic Nets. Journal of Computer and Systems Sciences International. Scripta Technica Inc., New-York, 1992.
  - Construction of Subject Domain Models: Part II. Direct Knowledge Acquisition in the SIMER System. Journal of Computer and Systems Sciences International. Scripta Technica Inc., New-York, 1992.
  - Special Knowledge and the Reasoning Mechanism in Problems of Conceptual Analysis. Journal of Computer and Systems Sciences International, 32(1), Scripta Technica Inc., 1994.
  - Semiotic Modelling and Situation Control. Proc. of the 10th IEEE Internat. Simposium on Intelligent Control. Monterey, California, 1995.
  - Semantic Types of Natural Language Statements. Proc. of the 10th IEEE Internat. Simposium on Intelligent Control. Monterey, California, 1995.
  - Method for Extracting Semantic Types of Natural Language Statements from Texts. Proc. 10th IEEE Intern. Simposium on Intelligent Control. Monterey, California, 1995.
  - Semiotic Modeling. Proc. of the Workshop on Situation Control and Cybernetics/Semiotics Modeling. Columbus, Ohio, 1995.
  - Semiotic Systems and Models. Proc. of the 12th European Conference on Artificial Intelligence. Workshop on Applied Semiotics. Budapest, 1996.
  - Evolving algebra’s and labeled deductive systems for the semantic network based reasoning. Proc. of the 12th European Conference on Artificial Intelligence. Workshop on Applied Semiotics. Budapest, 1996.
  - Interactive Synthesis of Knowledge Base Configuration. Proc. of the Second Joint Conference on Knowledge-Based Software Engineering. Sozopol, Bulgaria, 1996.
  - Developing Models of a World with Regard for its Dynamics — General Principles. Proc. of SCI’97 — World Multiconference on Systemics, Cybernetics and Informatics, Vol.3, Caracas, Venezuela, 1997.
  - Knowledge in semiotic models. Proc. of the Second Workshop on Applied Semiotics 7th Int. Conference AIICSR’97, Slovakia, 1997.
  - Applied semiotics and intelligent control. Proc. of the Second Workshop on Applied Semiotics 7th Int. Conference AIICSR’97, Slovakia, 1997.
  - Intelligent system for fish stock prediction and allowable catch evaluation. Proceedings of the Workshop on Binding Environmental Sciences and Artificial Intelligence, 13th European Conference on Artificial Intelligence (ECAI’98), Brighton, UK, 1998.
  - Dynamics in Integrated Knowledge-Based Systems. Proceedings of the 1998 IEEE Joint Conference, Gaithersburg, MD, USA, 1998.
  - Intelligent system for fish stock prediction and allowable catch evaluation. Environmental modelling & software, Elsevier Science Ltd., Volume 14, issue 5, 1999.
  - Origins of Applied Semiotics. Proc. of the Workshop «Applied Semiotics: Control Problems (ASC 2000)». ECAI2000. 14th European Conference of Artificial Intelligence, Berlin, 2000.
  - Attainable Sets and Knowledge Base Architecture in Discrete Dynamic Knowledge-based Systems. Proc. of the Workshop «Applied Semiotics: Control Problems (ASC 2000)». ECAI2000. 14th European Conference of Artificial Intelligence, Berlin, 2000.
  - Architecture and Controllability of Knowledge-Based Discrete Dynamical Systems. Journal of Computer and Systems Sciences International, Vol.39, N 5, 2000.
  - Dynamic Intelligent Systems: I. Knowledge Representation and Basic Algorithms. Journal of Computer and Systems Sciences International, Vol. 41, No. 6, 2002.
  - Graphical Methods of Control for Safe Spacecraft Docking. 6th German-Russian Workshop «Pattern Recognition and Image Analysis» (OGRW-6-2003). Workshop Proceeding, Novosibirsk V.1.
  - Dynamics in Semiotics. Proceedyngs. Integration of Knowledge Intensive Multi-agent Systems Conference, 2003, USA, Cambridge, MA. pp. 653—658.
  - Dynamic Intelligent Systems: II. Computer Simulation of Task-Oriented Behavior. Journal of Computer and Systems Sciences International, Vol. 42, No. 1, 2003.
  - Goal — Orientation for Systems with Proper Behaviour. In knowledge-Based Software Engineering // IOS Press, 2004, p 189—196.
  - Linguistic Knowledge for Search Relevance Improvement. Proceedings of Joint conference in knowledge-based software Engineering JCKBSE’06 IOS Press, 2006.
  - Workflows and Their Discovery from Data. Proc. of International Conference on Integration of Knowledge Intensive Multi-Agent Systems (KIMAS-2007), Waltham, MA, USA.
  - Limit behaviour of the dynamic rule-based systems. Proc. of the 13th international conference Knowledge — Dialog — Solution, Bulgary, Varna, 2007.
  - Self-organizing and limit behaviour of dynamic knowledge — based systems. Proc. of Nineteenth European Meeting on Cybernetics and Systems, Vienna, 2008.